# Cinclosomatidae
Famille
Les Cinclosomatidae sont une famille d'oiseaux passériformes. Elle est constituée de 2 genres. Dans la phylogénie de Sibley, toutes les espèces de cette famille ont été intégrées dans les corvidés.

## Liste alphabétique des genres
- Ptilorrhoa J.L. Peters, 1940
- Cinclosoma Vigors & Horsfield, 1827